# Homo Twist (album)
Homo Twist – drugi album zespołu Homo Twist, wydany w 1996 roku. Płyta została nagrana w innym składzie niż pierwsza - odeszli Kowal i Schneider, a dołączyli: Franz Dreadhunter grający na basie i Artur Hajdasz grający na instrumentach perkusyjnych. Homo Twist jest mocną, ciężką płytą zarówno pod względem muzycznym, jak i tekstowym. Maciej Maleńczuk wykorzystał na niej oprócz własnych tekstów również twórczość Kamana i Emily Dickinson. Na płycie gościnnie zagrali m.in. Wojciech Waglewski, Rafał Kwaśniewski, Andrzej Bieniasz.

## Lista utworów
Źródło.
| Nr  | Tytuł utworu           | Autorzy                                   | Długość |
| --- | ---------------------- | ----------------------------------------- | ------- |
| 1.  | „Techno i porno”       | Maciej Maleńczuk                          | 4:01    |
| 2.  | „Populares uber alles” | Maciej Maleńczuk                          | 5:03    |
| 3.  | „Demony”               | Emily Dickinson, Maciej Maleńczuk         | 6:52    |
| 4.  | „Petarda”              | Maciej Maleńczuk, Dariusz Adamczyk, Kaman | 4:00    |
| 5.  | „Brain”                | Emily Dickinson, Maciej Maleńczuk         | 4:58    |
| 6.  | „Mandela”              | Maciej Maleńczuk                          | 3:24    |
| 7.  | „Sarajevo”             | Maciej Maleńczuk                          | 4:19    |
| 8.  | „Walka o pokój”        | Maciej Maleńczuk, Kaman                   | 2:52    |
| 9.  | „Ten Years After”      | Maciej Maleńczuk, Kaman                   | 6:59    |
| 10. | „Syf”                  | Maciej Maleńczuk                          | 5:33    |
| 11. | „Portfel Ojca”         | Maciej Maleńczuk                          | 6:24    |
| 12. | „Nobody”               | Emily Dickinson, Maciej Maleńczuk         | 3:04    |
| 13. | „Taki jak ja”          | Maciej Maleńczuk                          | 4:28    |
| 14. | „Krew na butach”       | Maciej Maleńczuk                          | 2:41    |
| 15. | „Coś”                  | Maciej Maleńczuk                          | 2:58    |
| 16. | „Nikt z nikąd”         | Maciej Maleńczuk                          | 4:34    |
|     |                        |                                           | 1:12:10 |

## Twórcy
Źródło.
- Maciej Maleńczuk - śpiew, gitara
- Franz Dreadhunter - gitara basowa, instrumenty klawiszowe
- Artur Hajdasz - perkusja

Gościnnie
- Wojciech Waglewski - Voo Voo
- Pudel z Gwadelupy
- Rafał Kwaśniewski
- Eryk „X”
- chórek żeński w składzie: Ewa Mildner i Ketti Cichalewska